# Десантно-штурмовая манёвренная группа 32-го Новороссийского Краснознамённого пограничного отряда
Деса́нтно-штурмова́я манёвренная гру́ппа 32-го Новоросси́йского Краснознамённого пограни́чного отря́да — аэромобильное формирование в составе Федеральной пограничной службы Российской Федерации (с 2000 года), с 2003 по 2007 год ― Пограничной службы Федеральной службы безопасности России. Сокращённое наименование — ДШМГ 32-го ПОГО (ДШМГ 32, новороссийская ДШМГ).
Место расквартирования — г. Новороссийск Краснодарского края.
День рождения ― 15 июня 2000 года.

## Предыстория

### Манёвренная группа
Во исполнение постановления СТО от 12 августа 1925 года, приказом ОГПУ от 27 августа 1925 года в Новороссийском пограничном отряде под командованием С. А. Тарасюка была сформирована «особая манёвренная группа», ставшая боевым резервом отряда, а также центром обучения пограничному мастерству и подготовки отдельных командиров. Приказом ОГПУ от 28 сентября 1928 года было утверждено Положение о манёвренных группах Пограничной охраны. На основании Положения, штат мангруппы отбирался специальной комиссией под председательством помощника начальника отряда по СОЧ (секретно-оперативной части). В состав группы входили имевшие боевой стаж и хорошо знавшие оперативную чекистскую работу командиры и рядовые «из числа лучших красноармейцев, выявившихся в результате начального обучения, хорошо владевших оружием».
Основным назначением подразделения в те годы было выполнение оперативных заданий по охране границы. Подразделение использовалось для отражения внезапных нападений из-за рубежа, выявления и уничтожения так называемых кулацких контрреволюционных бандформирований, усиления отдельных участков границы, борьбы с вооружённой контрабандой, уголовными элементами в приграничье и горскими повстанческими бандами. Известно, например, о совместном с окружным отделом ГПУ участии группы в марте 1929 года в операции по ликвидации ячейки законспирированной монархической организации «Имяславцы», главным идейным вдохновителем которой считался знаменитый религиозный мыслитель и философ Алексей Лосев.
Уже в конце 20-х — начале 30-х годов мангруппа ликвидировала несколько десятков банд в Чеченской, Ингушской и Кабардино-Балкарской автономных областях и имела своего героя в лице краскома П. Д. Зарубина, командовавшего кавалерийским взводом. 9 января 1929 года взвод Зарубина разгромил крупное бандформирование, готовившее восстание против Советской власти в Кабардино-Балкарской АО и Северо-Осетинской АО, а 15 июля 1930 года уничтожил в лесу кулацкую банду. Не менее известным героем манёвренной группы является чекист-пограничник по фамилии Шатров, служивший в составе одного из стрелковых взводов. 14 марта 1931 года во время штурма жилища, где укрывалась вооружённая банда Эльмурзаевых, Шатров, несмотря на тяжёлое кинжальное ранение, полученное в рукопашной схватке с одним из горцев, сумел задержать главаря, чем помог группе обезвредить остальных преступников. За это, согласно приказу ОГПУ, он был награждён именными часами и грамотой.
17 января 1941 года начальник Главного управления Пограничных войск НКВД Г. Г. Соколов утвердил временное Положение о службе манёвренных групп. С 1941 года военнослужащие новороссийской мангруппы выполняли задачи по охране коммуникаций и тыла войск действующей армии в Крыму в составе отряда под командованием И. Л. Рудевского. В мае 1942 года вели оборонительные бои с гитлеровцами на Таманском полуострове. В ноябре осуществляли охрану тыла Северо-Кавказского фронта, участвовали в разведывательных рейдах в тылу врага. Из мемуаров А. Д. Бесчастнова известно, что зимой 1943 года часть бойцов группы совместно с новороссийским горотделом НКВД принимали участие в поиске «крупной вооруженной банды уголовников и дезертиров», грабивших население в районе Архипо-Осиповки. В феврале 1943 года новороссийцы участвовали в знаменитой героической обороне Малой земли, были в числе бойцов, которые вместе с десантом Ц. Л. Куникова высадились на занятом немецкими фашистами побережье. В частности, благодаря самоотверженным действиям бойцов группы заставе «Мысхако» Новороссийского погранотряда было присвоено почётное наименование «Героев Малой земли» (согласно приказу КГБ от 2 июля 1975 года).

#### Известные люди, служившие в мангруппе
- Долгопятов, Прокопий Семёнович — начальник (1 октября 1928 — 16 октября 1929), майор госбезопасности (1937)[11][12]
- Фирсов, Павел Андреевич  — начальник (октябрь 1929 — январь 1931), генерал-лейтенант (1945)[13]
- Антонов, Константин Акимович — начальник (февраль 1931 — май 1932), генерал-лейтенант (1957)[6][14][15]
- Скородумов, Евгений Николаевич — адъютант, помощник начальника по строевой и политчасти (апрель 1930 — декабрь 1931), полковник (1941)[16][17]

### Мотоманёвренная группа
В 1994 году, согласно приказу от 14 февраля, была сформирована мотоманёвренная группа. С этого же года, после известных событий на 12-й заставе, часть новороссийской ММГ была отправлена на усиление в Таджикистан, другие принимали участие в Операциях по восстановлению конституционного порядка в Чечне 1994―1996 годов (первая чеченская кампания). Известность получила из-за трагического события, произошедшего 13 января 1995 года, когда трое военнослужащих, одним из которых был начальник тыла ММГ лейтенант А. Н. Губанков, в результате нападения боевиков были взяты в плен.

 ― Это был первый случай, когда мы столкнулись с изуверством чеченцев, ― рассказывают медицинские работники. ― Куриленко, Губанков, Ернышов были буквально растерзаны в станице Ассиновская. У них отсекли ушные раковины, половые органы, на теле оказалась масса повреждений механического характера.— Московский комсомолец (4 февраля 2003)
Видеокадры с изрешечёнными пулями телами пограничников, запечатлённые французским корреспондентом, облетели всю страну; гибель военнослужащих мотоманёвренной группы вызвала широкий отклик в самых различных СМИ. Не преминул упомянуть об этой трагедии и известный российский политолог и государственный деятель Андрей Савельев. Особенности несения службы подразделения в станице Ассиновской описаны различными авторами, в том числе одним из военных корреспондентов в книге «Век в творческом дозоре» (2005), а также в книге «От Кабула до Грозного: боевой опыт Афгана и Чечни» (2009).

## История

### Создание десантно-штурмовой манёвренной группы
С учётом преемственности культуры и боевых традиций, а также в соответствии с накопленным боевым опытом предшественников, в 2000 году было решено сформировать принципиально новую для отряда структуру ― десантно-штурмовую манёвренную группу. Согласно распоряжению от 15 июня, в штат группы из двухсот с лишним человек с каждой заставы были отобраны по десять наиболее подготовленных военнослужащих срочной службы. Костяк подразделения составили опытные офицеры. С этого же года участие в формировании ДШМГ 32-го ПОГО принял выпускник Алма-Атинского Высшего пограничного командного училища КГБ СССР им. Ф. Э. Дзержинского, потомственный офицер, пограничник в третьем поколении, капитан М. Г. Ельшин. Он же, согласно приказу, её и возглавил. Создание подразделения выпало на период завершения специальной пограничной операции под кодовым названием «Аргун». Главной целью создания являлась острая необходимость усиления охраны и обороны труднодоступных и слабо охраняемых участков государственной границы на территории Северо-Кавказского региона в период проведения контртеррористических операций.

### Вооружение
| Автоматы         | Снайперские винтовки | Пулемёты       | Гранаты                | Гранатомёты            | Миномёты   | Прочее                             |
| ---------------- | -------------------- | -------------- | ---------------------- | ---------------------- | ---------- | ---------------------------------- |
| АКС-74 (5.45-мм) | СВД (7.62-мм)        | ПКС (7.62-мм)  | РГД-5 (наступательные) | АГС-17 «Пламя» (30-мм) | БМ (82-мм) | Бронежилеты «Кираса-универсал»     |
| АК-74Н (5.45-мм) | СВДН (7.62-мм)       | ПКСН (7.62-мм) | РГН (наступательные)   | ГП-25 «Костёр» (40-мм) |            | Разгрузочные жилеты «Кираса ПС-ЖР» |
|                  |                      |                | РГО (оборонительные)   | РПГ-7 (40-мм)          |            | Малые лопаты МПЛ-50                |
|                  |                      |                | Ф-1 (оборонительные)   |                        |            | Бинокли Б8                         |
|                  |                      |                |                        |                        |            | Бинокли БН-1 (ночные)              |
|                  |                      |                |                        |                        |            | Бинокли БН-2 «Реликвия» (ночные)   |
|                  |                      |                |                        |                        |            | Оптические прицелы ПСО-1           |
|                  |                      |                |                        |                        |            | Оптические прицелы НСПУ (ночные)   |

### Чеченская Республика
К выполнению задач по освоению и оборудованию чеченского участка российско-грузинской границы и усилению войсковой плотности охраны в районе Аргунского ущелья подразделение приступило в мае 2001 года. 10 мая пограничная автоколонна выдвинулась в Ингушетию, в отдельную пограничную комендатуру «Таргим» (Джейрахский р-н Республики Ингушетия), где бойцам мангруппы была поставлена задача перекрыть пять открывшихся перевалов на участке чеченско-грузинской границы. 14 мая новороссийцы посадочным способом десантировались с вертолётов пограничной авиации в районе «Города мёртвых» (Итум-Калинский р-н Чеченской Республики). Часть военнослужащих группы на протяжении месяца проходили боевое слаживание, изучали особенности сложно пересечённого горного рельефа, климатогеографическую обстановку. Затем начали освоение господствующих высот и приступили к оборудованию временных пограничных постов, обустройству подземных «схронов», блиндажей, укрытий. Другие ещё в мае заняли позиции на высоте 2200 ― 2700 метров н. у. м. Более семи месяцев бойцы группы охраняли этот непростой участок границы, пока их не сменила ДМШГ 58-го Гродековского погранотряда.
На вооружение была взята тактика мотоманёвренных групп времён Афганской войны 1979―1989 годов. Основными задачами были: несение практической службы на границе в составе Итум-Калинского (14-го Аргунского) пограничного отряда; ведение оборонительных, а при необходимости ― наступательных боевых действий и уничтожение бандитских формирований в труднодоступных районах. В целях выявления районов вероятного скопления сил противника и снижения эффективности частых обстрелов пограничных нарядов с сопредельной грузинской территории минометный взвод «зелёного десанта» систематически «обрабатывал» склоны близлежащих гор в ночное время суток. Первые боевые столкновения новороссийских военных с террористами, сохранившими боеготовность после проведения операции «Аргун», произошли на участке одного из перевалов в День пограничника, а именно ночью 28 мая. Повторное нападение состоялось две недели спустя. Благодаря успешным действиям бойцов группы нападавшие утратили инициативу и были вынуждены отступить. Позднее неподалёку пограничники обнаружили «схрон» и следы крови боевиков. Чтобы обезопасить места дислокации погранзастав от внезапного нападения вражеских диверсионных групп, периметры позиций было решено заминировать сигнальными минами.
Нередко самим новороссийцам приходилось действовать в условиях, сопряжённых с постоянным риском для жизни, в том числе на участках, заминированных боевиками. Так, 27 июня начальник ДШМГ Максим Ельшин, ушедший вместе с тревожной группой на помощь раненым товарищам, осуществлявшим разведку недалеко от селения Ведучи, подорвался на противопехотной мине, в результате чего лишился обеих ног. Несмотря на тяжёлое ранение и последствия травматического шока, офицер сумел организовать круговую оборону и до прилёта вертолёта с врачом и санинструкторами на борту продолжал руководить действиями личного состава.

 В районе одного из перевалов разведка попала в засаду. По рации сообщили, что есть раненые. Группа пограничников во главе с Максимом вышла спасать товарищей. Когда поднимались, Максим наступил на мину. Взрывом ему повредило обе ноги, врачи несколько месяцев боролись за его жизнь.— Время (Первый канал) (17 сентября 2004)
Эта трагическая страница в судьбе первого начальника новороссийской ДШМГ и других военнослужащих подразделения была отражена в многочисленных новостных телесюжетах и газетных статьях и легла в основу сюжета документального фильма «Граница», за который режиссёр Руслан Трещёв в 2008 году удостоился премии ФСБ России.

### Республика Абхазия
С апреля 2002 года из-за угрозы проникновения на российскую территорию боевиков со стороны Абхазии военнослужащие новороссийской ДШМГ выполняли служебно-боевые задачи по охране абхазского участка российско-грузинской границы. Первая командировка подразделения для усиления войсковой плотности охраны на участке Сочинского пограничного отряда длилась в течение восьми месяцев. В числе задач, возложенных на личный состав подразделения, были: защита, охрана и оборона государственной границы; осуществление разведывательно-поисковых мероприятий; выявление и задержание лиц, пытавшихся пересечь границу. В результате силами новороссийцев, взявших под контроль несколько основных перевалов, была решена одна из важнейших для государства задач ― создание базы, на основе которой в дальнейшем стало возможным более обстоятельное обустройство этого участка границы и осуществление деятельности по пресечению незаконных вторжений остатков бандформирований и контрабандистов на территорию Российской Федерации, поиску и задержанию браконьеров и других нарушителей пограничного режима. Как сообщил в одном из своих интервью начальник ДШМГ майор В. Синицын, это было необходимо по двум основным причинам: во-первых, из-за реальной угрозы проникновения на российскую территорию со стороны Абхазии террористов, а во-вторых, было важно демонстративно обозначить госграницу там, где ещё недавно люди о ней не знали.

 На особом счету в области служебно-боевой деятельности находится десантно-штурмовая манёвренная группа, принимавшая участие в боевых действиях в Чечне и других «горячих точках» России. В последние годы группа выезжает в боевые командировки в Абхазию на российско-грузинскую границу.— Regnum (19 января 2005)

### Последние годы
По некоторым данным, отдельные десантно-штурмовые заставы подразделения в последние годы использовались также для участия в охране биоресурсов и борьбе с браконьерством на Приморско-Ахтарском направлении, а также выполняли задачи по усилению борьбы с контрабандой на участках российско-украинского порубежья.
В связи с окончательным переходом Пограничной службы в 2008 году на контрактную основу, уже с 1 июня 2007 года ДШМГ 32-го ПОГО была переформирована. С учётом предыдущего опыта были созданы подразделения, состав которых начал формироваться из наиболее подготовленных военнослужащих по контракту.

## Потери
За время существования подразделения безвозвратные потери личного состава не превысили 5 %, включая небоевые потери, в частности, несчастные случаи, связанные с опасными природными явлениями. Менее 20 военнослужащих получили ранения различных степеней тяжести.

## Достойные славы
Деятельность новороссийского аэромобильного формирования и успехи отдельных военнослужащих оставили заметный след в истории всей российской погранслужбы. За боевые заслуги и отличную службу многие пограничники были награждены благодарственными письмами и почётными грамотами. Некоторые удостоились нагрудных знаков «Отличник пограничной службы I степени», денежных премий и ценных подарков, которые им лично вручил директор Федеральной пограничной службы (1998―2003) К. В. Тоцкий. Более 14 солдат и офицеров были представлены к государственным наградам. «За мужество и отвагу, проявленные при выполнении служебно-боевых задач на Северном Кавказе», несколько военнослужащих были удостоены почётного звания кавалеров ордена Мужества, в том числе посмертно.
В числе посмертно удостоенных высокой награды — 24-летний лейтенант В. А. Бодосов, который в начале июня 2001 года при выполнении боевого задания на перевале Кериго (Итум-Калинский р-н Чеченской Республики) заслонил своим телом сработавшее взрывное устройство, чем спас своих товарищей по оружию. В память о славном подвиге воина, на здании школы № 22 в селе Тешебс Краснодарского края открыта мемориальная доска. Памятная доска с его портретом и надписью: «В 1987 году эту школу окончил с отличием офицер-пограничник Бодосов Виталий Анатольевич, награждённый орденом Мужества посмертно» укреплена на стене школы № 17 села Архипо-Осиповка. Имя орденоносца также высечено на памятнике новороссийцам, павшим в необъявленных войнах (работы скульптора А. И. Суворова), торжественно открытом 20 декабря 2006 года на центральной аллее парка им. М. В. Фрунзе в Новороссийске. По решению оргкомитета краснодарской краевой народно-патриотической общественной организации «За веру, Кубань и Отечество» и Законодательного собрания Краснодарского края в 2017 году лейтенант Бодосов был удостоен звания «Молодое имя Геленджика».
- Ельшин, Максим Георгиевич ― первый начальник новороссийской десантно-штурмовой манёвренной группы[28]
- Шалыгин, Александр Васильевич ― командир инженерно-сапёрного взвода[24][37][55]
- Дементьев, Сергей Александрович ― старшина десантно-штурмовой заставы[24][37]
- Бодосов, Виталий Анатольевич ― заместитель начальника десантно-штурмовой заставы[56][57]
- Калуга, Сергей Александрович ― начальник десантно-штурмовой заставы[24]
- Выприжкин, Сергей Анатольевич ― заместитель начальника десантно-штурмовой заставы

## Галерея

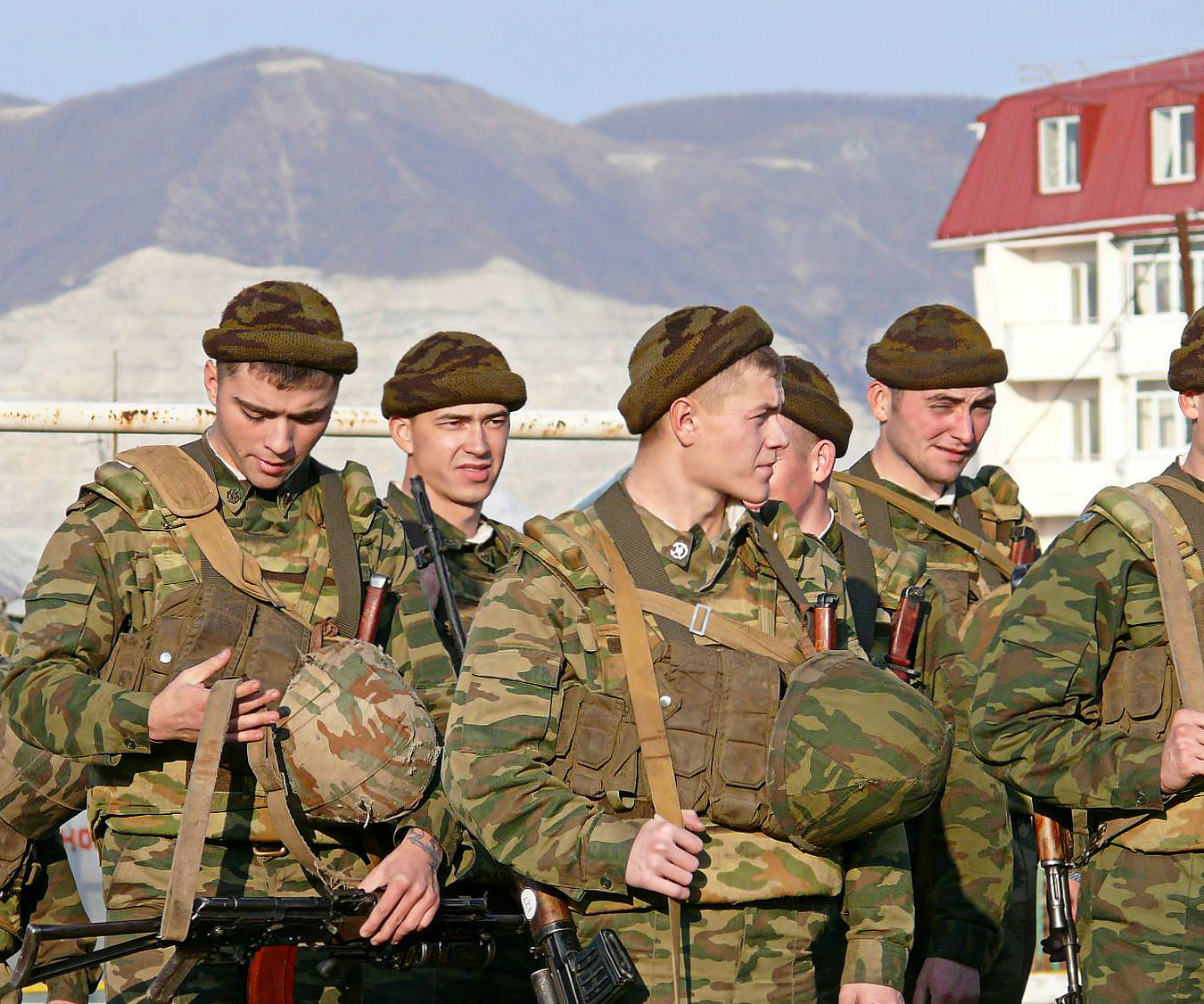
Учения одной из ДШЗ
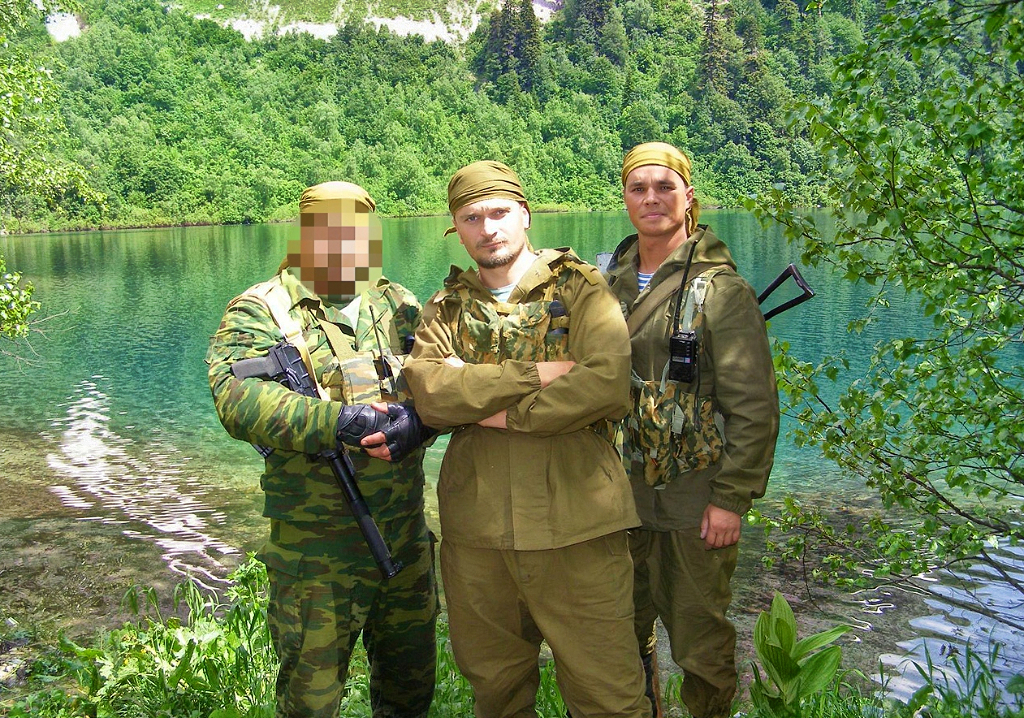
В центре ― Сергей Калуга[комментарий 10][ссылка 5]
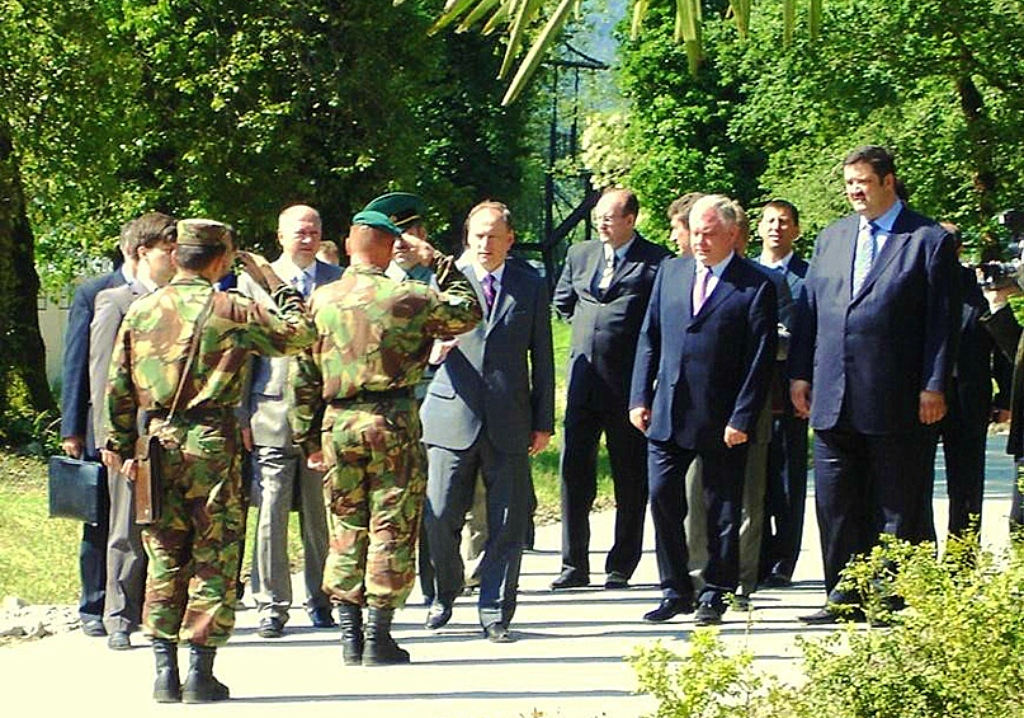
Начсостав ДШМГ на встрече с Н. П. Патрушевым, В. Е. Проничевым и Н. П. Лисинским[комментарий 11][ссылка 6]
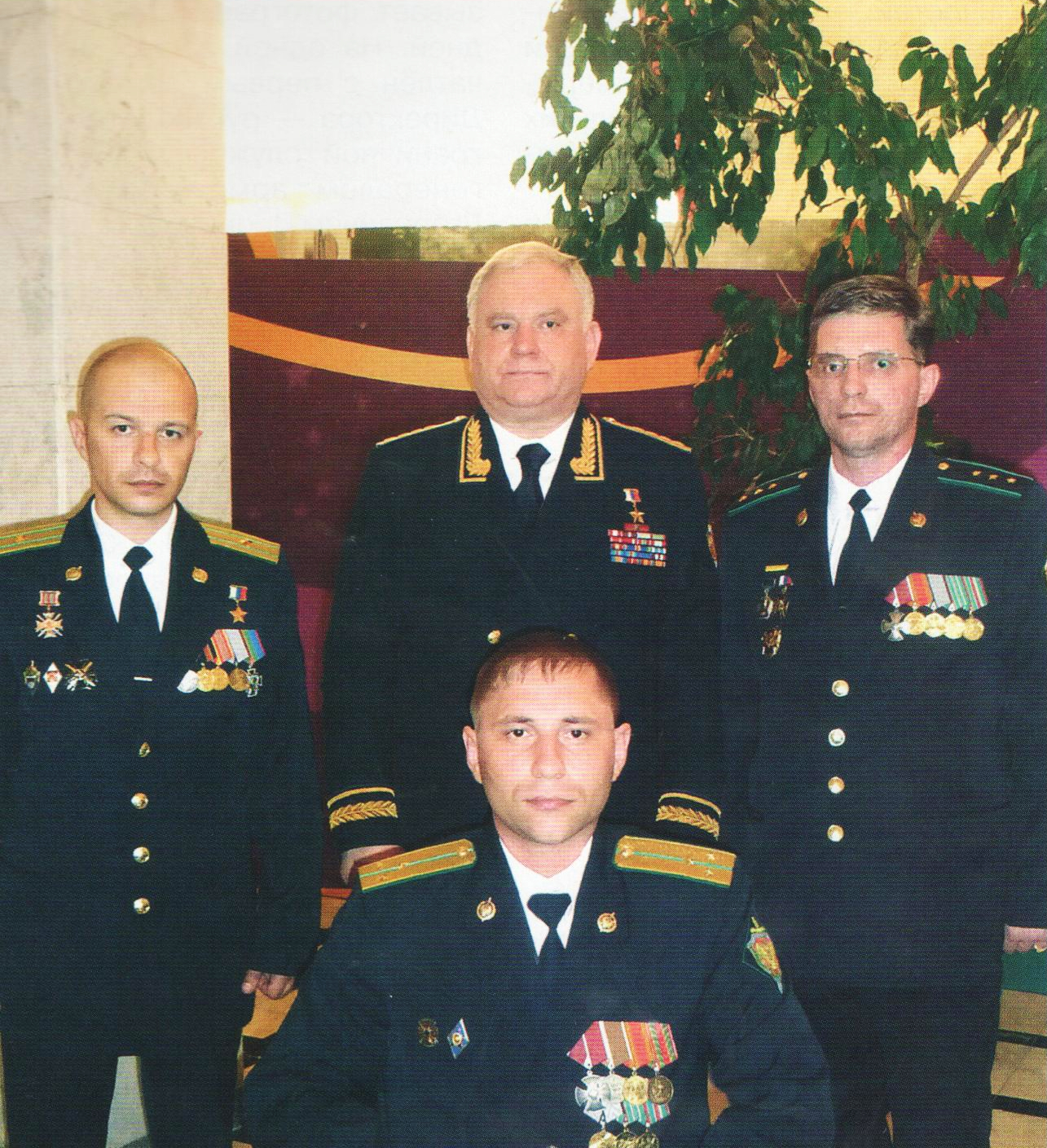
Стоят (слева направо): Р. В. Кокшин, В. Е. Проничев и С. А. Дементьев. А. В. Шалыгин (сидит)[31][комментарий 12]
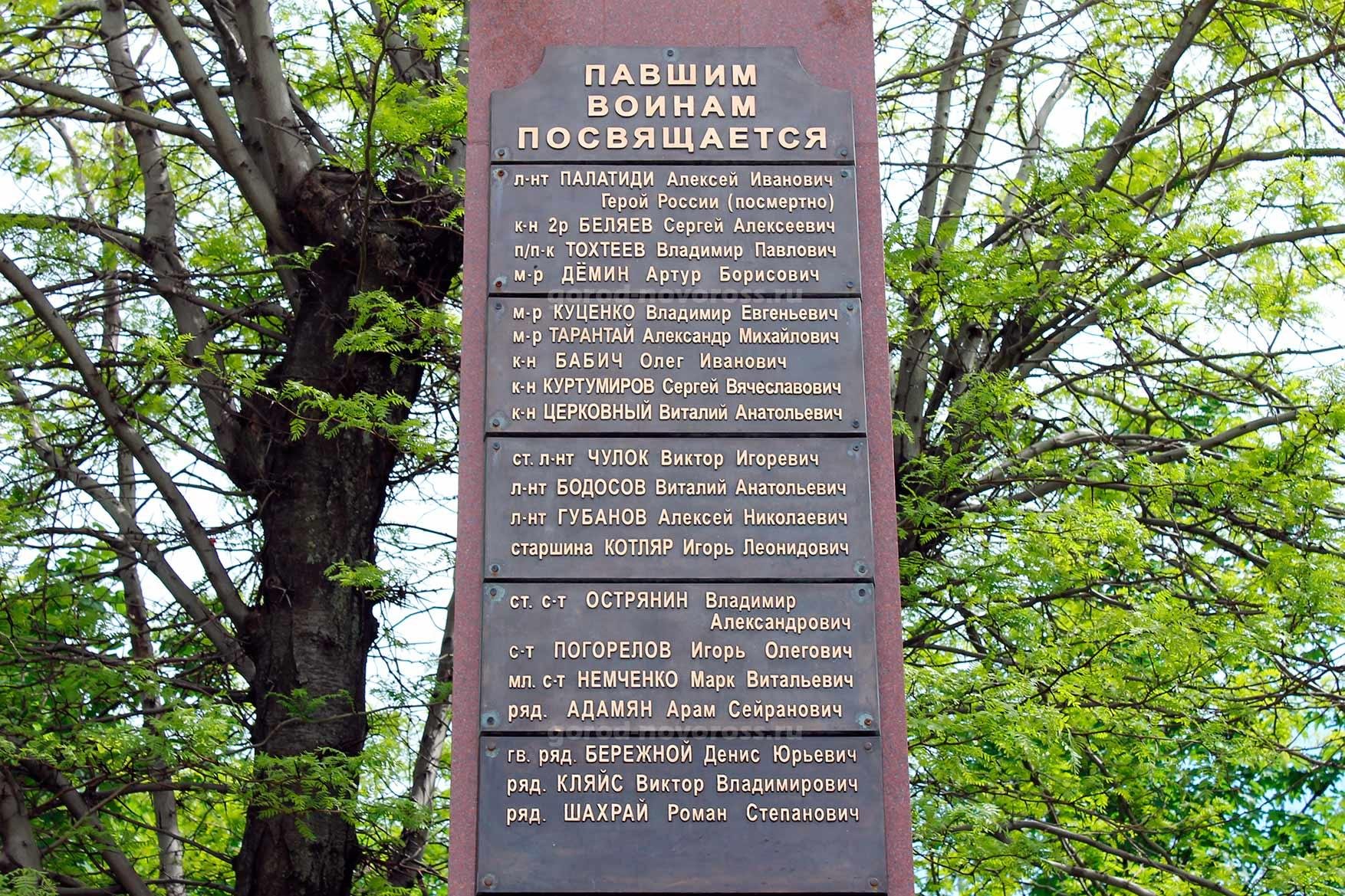
Памятник новороссийцам, павшим в необъявленных войнах

## Видео
- Документальный фильм «Граница» (2008) (Описание) | Руслан Трещёв / ОАО «Первый канал»
- Новороссийская ДШМГ ПС ФСБ (2005) на YouTube | Архив С. Бухтиярова-Орловского